# Hynirhynchus zebra
Hynirhynchus zebra là một loài ruồi trong họ Asilidae. Hynirhynchus zebra được Lindner miêu tả năm 1955. Loài này phân bố ở vùng nhiệt đới châu Phi.